# جون ستايتس
جون إيلين أرغتسينغر ستايتس (بالإنجليزية: Joan A. Steitz)‏ (من مواليد 26 يناير 1941) هي أستاذة سترلينغ للفيزياء الحيوية الجزيئية والكيمياء الحيوية في جامعة ييل، وباحثة في معهد هوارد هيوز الطبي. واشتهرت باكتشافاتها حول الحمض النووي الريبوزي (رنا)، بما في ذلك رؤى رائدة حول كيفية تفاعل الريبوسومات مع الحمض النووي الريبوزي الرسول عن طريق الاقتران القاعدي المكمل وأن الإنترونات تقسم بواسطة بروتينات نووية ريبوزية صغيرة (snRNPs)، التي توجد في حقيقيات النوى. في سبتمبر عام 2018، فازت ستايتس بجائزة لاسكر – كوشلاند الخاصة للإنجاز في العلوم الطبية. وغالبًا ما يشار إلى جائزة لاسكر باسم «نوبل الأمريكية» لأن 87 من الفائزين السابقين بها حازوا على جوائز نوبل.

## نشأتها وتعليمها
ولدت ستايتس في مينيابوليس، مينيسوتا. ونشأت في ولاية مينيسوتا في الخمسينيات والستينيات من القرن العشرين، في وقت لم تكن فيه نساء يحتذى بهن في علم الأحياء الجزيئي. ارتادت في ذلك الحين كلية نورثروب للفتيات في المدرسة الثانوية.
في عام 1963، حصلت ستايتس على درجة البكالوريوس في الكيمياء من كلية أنطاكية، أوهايو، حيث بدأ اهتمامها لأول مرة بعلم الأحياء الجزيئي في مختبر معهد ماساتشوستس للتكنولوجيا لألكسندر ريتش كمتدربة «متعاونة» من كلية أنطاكية.
بعد الانتهاء من دراستها الجامعية، تقدمت ستايتس إلى كلية الطب بدلاً من كلية الدراسات العليا، لأنها كانت تعرف طبيبات ولكنها لم تعرف عالمات. جرى قبولها في كلية الطب بجامعة هارفارد، ولكن بعد أن كانت متحمسة للعمل في الصيف كعالمة أبحاث في مختبر جوزيف غال في جامعة مينيسوتا، رفضت الدعوة إلى كلية الطب بجامعة هارفارد، وبدلاً من ذلك تقدمت بطلب إلى برنامج هارفارد الجديد في الكيمياء الحيوية وعلم الأحياء الجزيئي. وهناك، كانت أول طالبة دراسات عليا أنثى تنضم إلى مختبر جيمس واتسون الحائز على جائزة نوبل، والذي عملت معه لأول مرة على الحمض النووي الريبوزي العاثي.

## مشوارها المهني
أكملت ستايتس بحث ما بعد الدكتوراه في مختبر علم الأحياء الجزيئي (إل إم بي) في مجلس البحوث الطبية (إن أر سي) في جامعة كامبريدج (المملكة المتحدة)، حيث تعاونت مع فرنسيس كريك وسيدني برينر ومارك بريتشر في المختبر، وركزت ستايتس على مسألة كيف تعرف البكتيريا من أين تبدأ «إطار القراءة» على الحمض النووي الريبوزي الرسول. وضمن العملية، اكتشفت ستايتس التسلسل الدقيق على فيروس الحمض النووي الريبوزي الناضج الذي يشفر ثلاثة بروتينات، حيث يربط فيروس الرنا الرسول الريبوسومات البكتيرية لإنتاج البروتينات. وفي عام 1969، نشرت ورقة بحثية في مجلة نيتشر تظهر تسلسل النوكليوتيدات لنقاط بداية الاقتران.
في عام 1970، انضمت ستايتس إلى أعضاء هيئة التدريس في جامعة ييل. وفي عام 1975، نشرت نتائج بحثية معروفة لها على نطاق واسع، موضحة أن الريبوسومات تستخدم الاقتران القاعدي المكمل لتحديد موقع البدء على الحمض النووي الريبوزي الرسول.
في عام 1980، نشرت ستايتس بالتعاون مع مايكل ليرنر ورقة حاسمة أخرى، باستخدام الترسيب المناعي مع الأجسام المضادة البشرية من المرضى الذين يعانون من أمراض المناعة الذاتية لعزل وتحديد الكيانات الجديدة من البروتينات النووية الريبوزية الصغيرة snRNPs (تلفظ «snurps- سنربس») واكتشاف دورها في التوصيل. إن البروتين النووي الريبوزي الصغير عبارة عن طول قصير محدد من الحمض النووي الريبوزي، يبلغ طوله نحو 150 نوكليوتيد تقريبًا، ويرتبط بالبروتين، الذي يشارك في ربط الإنترونات من الرنا المنسوخ حديثًا (ما قبل الحمض النووي الريبوزي الرسول)، وهو مكون من جسيمات التضفير. أشارت سوزان برغيت إلى أن ورقة ستايتس البحثية «سبقتنا بسنوات ضوئية وبشرت بسيل الحمض النووي الريبوزي الصغير الذي اكتُشف منذ ذلك الحين أنه يلعب دورًا في خطوات متعددة في التخليق الحيوي للرنا».
اكتشف ستايتس في وقت لاحق نوعًا آخر من جسيمات البروتينات النووية الريبوزية الصغيرة، وهو snoRNP (الرنا غير المشفر)، الذي يشارك في أقلية مهمة من تفاعلات التوصيل للرنا الرسول. ومن خلال تحليل المواقع الجينية للجينات للرنا غير المشفر، أثبتت بشكل قاطع أن الإنترونات ليست «دنا غير مرغوب فيه» مثل ما كانت توصف في كثير من الأحيان سابقًا. وساعد عملها في تفسير ظاهرة «وصل الرنا البديل». ويفسر اكتشافها للبروتينات النووية الريبوزية الصغيرة والرنا غير المشفر اكتشافًا غامضًا: البشر لديهم ضعف عدد جينات ذبابة الفاكهة فقط. وقالت: «السبب في أننا نستطيع النجاة مع عدد قليل جدًا من الجينات، هو أنه عندما يكون لديك هذه الأجزاء غير المنطقية، يمكنك توصيلها بطرق مختلفة». «في بعض الأحيان يمكنك التخلص من أشياء وإضافة أشياء بسبب عملية التوصيل هذه، بحيث يكون لكل جين منتجات بروتين مختلفة قليلاً يمكنها القيام بأشياء مختلفة أيضًا. لذا فإنه يضاعف محتوى المعلومات في كل من جيناتنا».
قد يقدم بحث ستايتس رؤى جديدة في تشخيص وعلاج اضطرابات المناعة الذاتية مثل الذئبة الحمامية الشاملة، والذي يتطور عندما تصنع أجساد المرضى أجسامًا مضادة للنوى ضد الدنا أو البروتينات النووية الريبوزية الصغيرة أو الريبوسومات الخاصة بهم.
علقت ستايتس على المعاملة المتحيزة جنسيًا ضد المرأة في العلوم، مشيرة إلى أن العالمة تحتاج أن تكون أفضل بشكل مضاعف لتحصل على نصف الأجر. وقد أشارت كريستين غوثري بأن ستايتس «داعمة مثابرة للمرأة في العلوم»، ووصفتها «بواحدة من أعظم العلماء في جيلنا».
عملت ستياتس في العديد من المجالات المهنية، بما في ذلك عملها كمديرة علمية للصندوق التذكاري لجين كوفين تشايلدز للأبحاث الطبية (1991-2002)، وعضو هيئة تحرير مجلة جينز أند ديفلوبمنت.

## حياتها الشخصية
تزوجت ستايتس عام 1966 (المولودة باسم جون أرغتسينغر) بتوماس ستايتس، وهو أيضًا أستاذ سترلينغ للفيزياء الحيوية الجزيئية والكيمياء الحيوية في جامعة ييل، وحائز على جائزة نوبل في الكيمياء لعام 2009، ولهما طفل واحد اسمه جون.

## وصلات خارجية
- الموقع الرسمي لجائزة قلادة العلوم الوطنية الأمريكية

قالب:جائزة إيلي ليلي في الكيمياء الحيوية